# Rafael Puente Jr.
Rafael „Rafa” Puente del Río (ur. 31 stycznia 1979 w mieście Meksyk) – meksykański piłkarz występujący na pozycji napastnika, w późniejszym czasie aktor telewizyjny, komentator sportowy, obecnie trener.
Jego ojciec Rafael Puente również był piłkarzem.

## Kariera klubowa
Puente pochodzi ze stołecznego miasta Meksyk. W wieku trzynastu lat dołączył do słynnej akademii juniorskiej lokalnego Pumas UNAM. Tam spędził osiem lat, był również powoływany do juniorskiej reprezentacji Meksyku, w której występował z graczami takimi jak Rafael Márquez czy Gerardo Torrado. Pełnił rolę kapitana w trzecioligowych rezerwach Pumas, po czym został włączony do treningów pierwszego zespołu przez trenera Roberto Saporitiego. Nie rozegrał jednak żadnego meczu i został oddany do niżej notowanego Atlante FC. 
Początkowo Puente nie był brany pod uwagę w ustalaniu składu przez szkoleniowca Atlante – Carlosa Reinoso. Dopiero po objęciu drużyny przez Miguela Herrerę zadebiutował w meksykańskiej Primera División, 23 lutego 2003 w wygranym 5:1 spotkaniu z Jaguares. Był to zarazem jego jedyny występ w najwyższej klasie rozgrywkowej. W styczniu 2004 odszedł do ekipy Club Necaxa. W ekipie z Aguascalientes spędził pół roku, nie notując żadnego meczu, a bezpośrednio po tym w wieku zaledwie 25 lat zdecydował się zakończyć nieudaną piłkarską karierę.

## Kariera telewizyjna i dyrektorska
Po zakończeniu kariery piłkarskiej Puente przez krótki czas próbował swoich sił jako model. Studiował administrację biznesu na prywatnej uczelni, po czym przeniósł się do stołecznej szkoły teatralnej Centro de Educación Artística, prowadzonej przez przedsiębiorstwo Televisa. W latach 2006–2007 wcielał się Héctora Garzę w telenoweli Código postal, a w latach 2007–2008 grał rolę Roberto „Betito” Landety w telenoweli Palabra de mujer. Niedługo później rozpoczął pracę jako komentator i analityk sportowy na kanale Televisa Deportes Network (TDN).
W maju 2014 Puente został dyrektorem operacyjnym w pionie organizacyjnym klubu Chivas de Guadalajara. Pozostawał tam zaledwie pięć miesięcy – został zwolniony przez właściciela klubu Jorge Vergarę w październiku 2014. W latach 2015–2016 ponownie pracował jako ekspert piłkarski, tym razem w stacji ESPN Deportes. Był analitykiem i dziennikarzem w sztandarowych magazynach piłkarskich tej stacji – Los Capitanes de ESPN, ESPN Radio Formula i Fútbol Picante.

## Kariera trenerska
Równocześnie do pracy w telewizji Puente studiował na Johan Cruyff Institute w mieście Meksyk. Pracę jako trener rozpoczął w październiku 2016 w drugoligowym Lobos BUAP. Już w swoim pierwszym klubie odniósł wielki sukces – pod jego przewodnictwem ekipa z Puebli w wiosennym sezonie Clausura 2017 triumfowała w rozgrywkach Ascenso MX, a bezpośrednio po tym wywalczyła pierwszy w historii awans do najwyższej klasy rozgrywkowej. W pierwszej lidze Lobos walczyli jednak wyłącznie o utrzymanie, notując kiepskie wyniki. W kwietniu 2018 Puente został zwolniony ze stanowiska, zostawiając swoją drużynę w kryzysie w końcówce rozgrywek (zaledwie 2 zwycięstwa w poprzednich 13 ligowych meczach). Na koniec sezonu ekipa Lobos spadła do drugiej ligi; ostatecznie pozostała jednak w Liga MX, gdyż licencji nie otrzymał Cafetaleros de Tapachula.
W maju 2018 Puente objął zespół Querétaro FC, z którym zanotował udany pierwszy sezon (ósme miejsce w tabeli). Jego podopieczni fatalnie rozpoczęli jednak kolejne rozgrywki (7 porażek z rzędu – najgorszy start w historii ligi), wobec czego w lutym 2019 szkoleniowca zwolniono. W styczniu 2020 zastąpił Leandro Cufré na stanowisku trenera Club Atlas, lecz został zwolniony po siedmiu miesiącach wobec bardzo słabych wyników (7 porażek w 9 meczach).